# 藏南杜鹃
藏南杜鹃（学名：Rhododendron principis），为杜鹃花科杜鹃花属下的一个种。

## 扩展阅读
維基物種上的相關：藏南杜鹃